# Eduardo Ferreira Abdo Pacheco
Eduardo Ferreira Abdo Pacheco mais conhecido como Eduardo (Ribeirão Preto, 22 de março de 1987) é um ex-futebolista brasileiro que atuava como atacante.
No dia 2 de abril de 2011 fez 5 gols no 1º clássico da história entre São Bernardo e São Caetano na vitória do São Caetano por 6–1 pelo Campeonato Paulista.

## Títulos
Partizan
- Superliga Sérvia: 2011–12[2]

Joinville
- Copa Santa Catarina: 2013[2]